# Keara Murphy

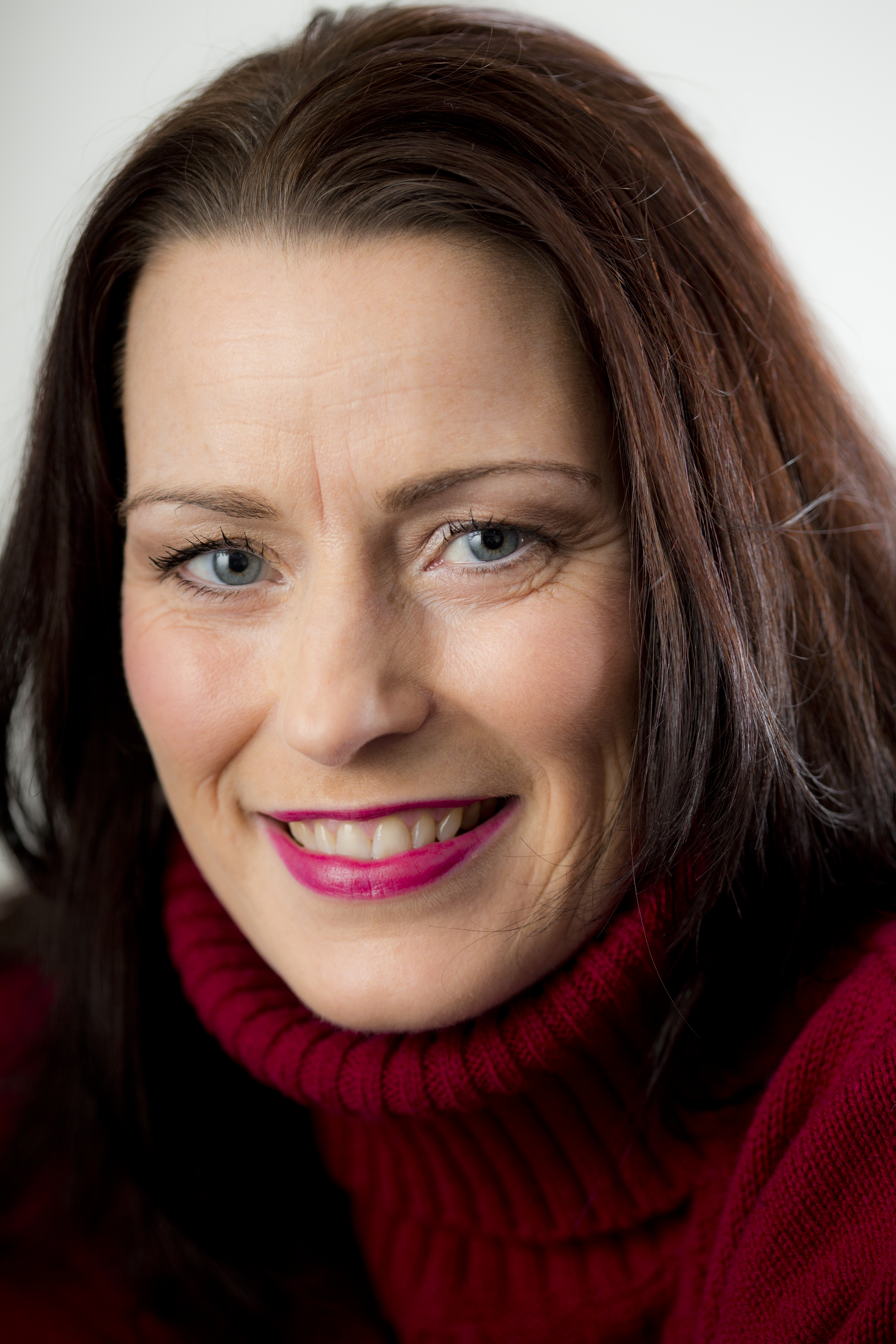
Keara Murphy

Keara Patricia Murphy (* 1967) ist eine schottische Stand-up-Comedian, Schauspielerin und Dramatikerin aus Glasgow. Ihr Vater war ein schottischer Optiker und ihre Mutter kam aus Belfast. Als frühen Einfluss bezeichnete sie selbst den schottischen Komiker, Musiker, Moderator und Schauspieler Billy Connolly.

## Werdegang
Murphy hat als Wohnungsbeauftragte bei der Stadtverwaltung von Glasgow, als Fallmanagerin in der sozialen Einrichtung Hamish Allan Centre sowie als Theaterpädagogin gearbeitet. 1999 zog sie nach Edinburgh und schloss dort 2002 ein Studium der Theaterwissenschaften am Queen Margaret University College mit Auszeichnung ab. Von 2003 bis 2005 lebte und arbeitete sie in Mittel- und Osteuropa und leitete einen Comedy-Club in Budapest.  Sie spielte in den Filmen Ein Trauzeuge zum Verlieben und Joy Division (2006) mit. Keara Murphy schrieb drei Stücke über den schottischen Nationaldichter Robert Burns und präsentierte drei Sendungen über ihn auf BBC Radio Scotland.
2012 konzentrierte sich Murphy’s Show Flypaper for Freaks beim Glasgow Comedy Festival auf ihre erfolglosen Beziehungen. 2013 wurde ihre Comedyserie The Shark's Mouth auf BBC Radio Scotland ausgestrahlt. Mistress MacKenzie and Friends, eine Spin-Off-Serie, folgte 2014.
Murphy’s Stück The Secret Sex Life of Robert Burns aus dem Jahr 2016 erörtert einige seiner romantische Affären aus der Sicht der betroffenen Frauen und ist die erste Produktion von Murphy’s Blue Eyed Lassie Company, die Künstlerinnen in Schottland fördern will.

## Stücke
- Mice and Women
- The Bard and I
- The Secret Sex Life of Robert Burns

## Dokumentationen
- The Secret Sex Life of Robert Burns
- The Secret Tax Life of Robert Burns
- The Secret Rock 'n' Roll Life of Robert Burns